# Villarín de Riello
Villarín de Riello es una localidad del municipio leonés de Riello, en la Comunidad Autónoma de Castilla y León. 

## Localidades limítrofes
Confina con las siguientes localidades:
- Al norte con Curueña.
- Al noreste con La Urz.
- Al sureste con Socil.
- Al sur con Ariego de Arriba.
- Al suroeste con Santibáñez de Arienza.
- Al noroeste con Robledo de Omaña y Arienza.

## Historia
Así se describe a Villarín de Riello (Villarino de Riello) en el tomo XVI del Diccionario geográfico-estadístico-histórico de España y sus posesiones de Ultramar, obra impulsada por Pascual Madoz a mediados del siglo XIX:

Lugar en la provincia de León, partido judicial de Murias de Paredes, diócesis de Oviedo, audiencia territorial y capitanía general de Valladolid, ayuntamiento de Riello. Situado en terreno desigual; su clima es frío. Tiene 16 casas; iglesia anejo de Robledo, y buenas aguas potables. Confina con Arienza, Lariego de Arriba, Guisatecha y Socil. El terreno es de mala calidad. Producciones: centeno, patatas y pastos; cría ganados y alguna caza. Población: 16 vecinos, 70 almas. Contribución: con el ayuntamiento.
Diccionario geográfico-estadístico-histórico de España y sus posesiones de Ultramar

## Demografía
Evolución de la población
| Gráfica de evolución demográfica de Villarín de Riello entre 2000 y 2020 |
|                                                                          |
| Población de derecho (2000-2021) según el padrón municipal del INE       |